# Ottó Bláthy
Dans le nom hongrois Bláthy Ottó, le nom de famille précède le prénom, mais cet article utilise l’ordre habituel en français Ottó Bláthy, où le prénom précède le nom.
Ottó Bláthy (né le 11 août 1860 à Tata et mort le 26 septembre 1939 à Budapest) est un ingénieur hongrois, connu comme l'un des inventeurs du transformateur électrique. Employé notamment par les Compagnies Ganz, il s'est illustré en tant que compositeur de problèmes d'échecs, aussi appelé problémiste.

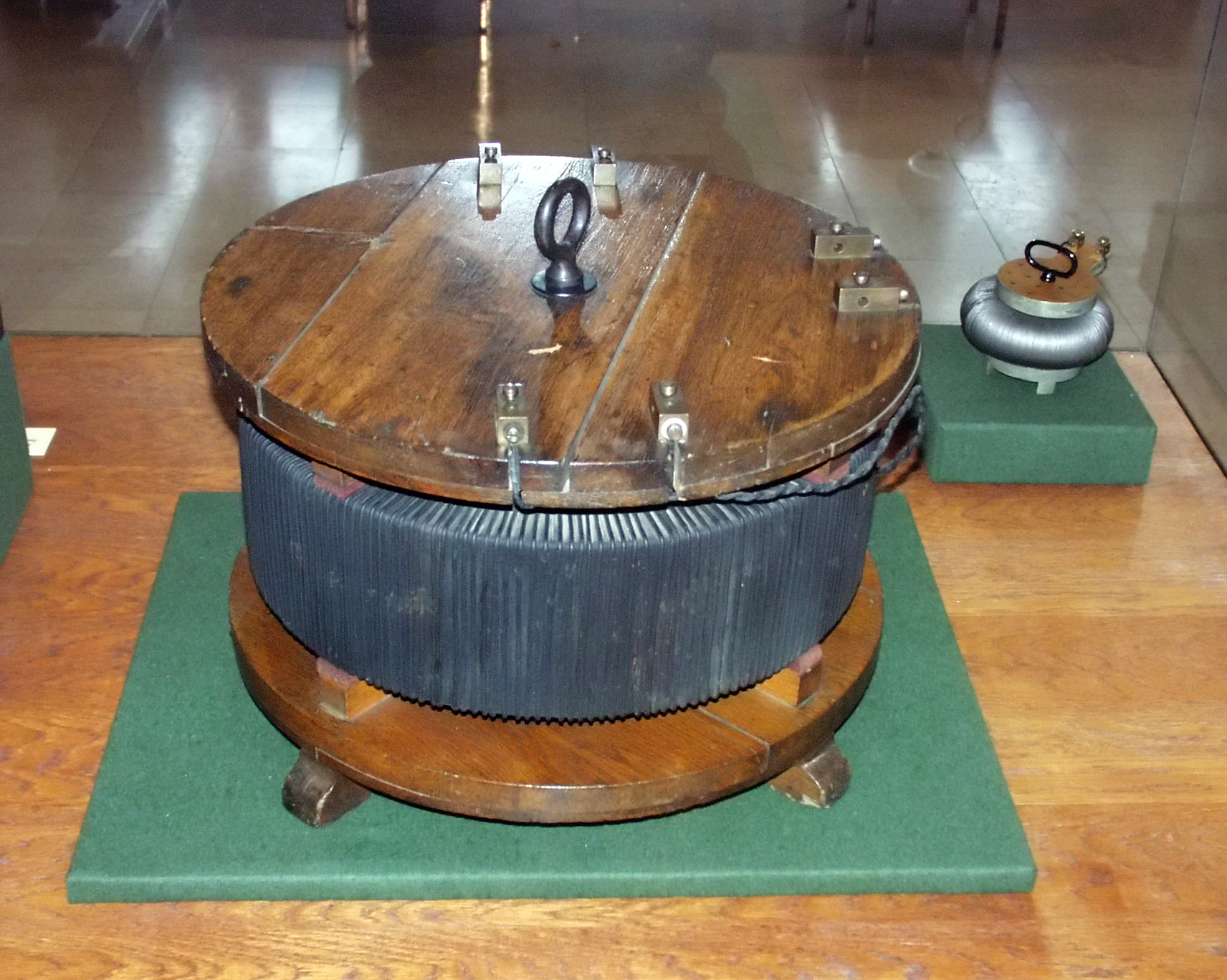
Prototypes de transformateurs (1885) (Széchenyi István Memorial Exhibition Nagycenk)
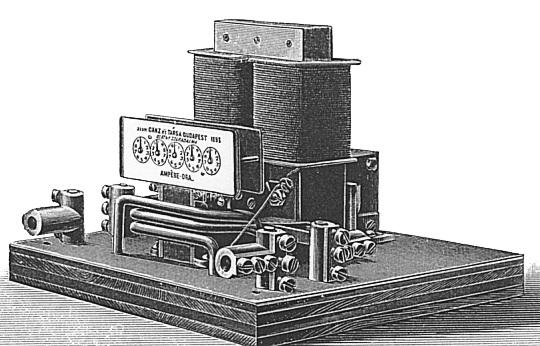
Wattmètre de Bláthy (1889)
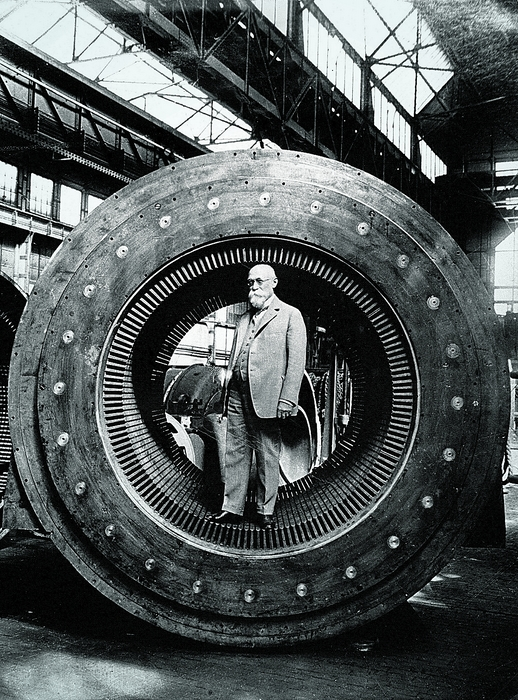
Ottó Bláthy dans l'armature d'un générateur Ganz (1904)

## Exemple de composition
Sa spécialité était les problèmes mammouths, avec une solution comprenant un très grand nombre de coups.
|   | a | b | c | d | e | f | g | h |   |
| 8 | Fou noir sur case blanche a8 · Fou blanc sur case noire b8 · Tour noire sur case blanche c8 · Fou noir sur case noire d8 · Fou blanc sur case noire f8 · Pion blanc sur case noire a7 · Cavalier noir sur case noire c7 · Tour noire sur case noire e7 · Pion noir sur case blanche h7 · Roi blanc sur case noire b6 · Pion noir sur case blanche c6 · Pion blanc sur case blanche e6 · Fou noir sur case noire f6 · Pion noir sur case noire h6 · Pion noir sur case noire c5 · Roi noir sur case blanche d5 · Pion blanc sur case blanche f5 · Pion noir sur case blanche h5 · Pion blanc sur case noire f4 · Pion blanc sur case blanche b3 · Pion noir sur case noire e3 · Pion blanc sur case blanche f3 · Pion noir sur case noire b2 · Pion blanc sur case blanche c2 · Pion blanc sur case blanche e2 · Tour blanche sur case blanche b1 · Cavalier noir sur case noire g1 | Fou noir sur case blanche a8 · Fou blanc sur case noire b8 · Tour noire sur case blanche c8 · Fou noir sur case noire d8 · Fou blanc sur case noire f8 · Pion blanc sur case noire a7 · Cavalier noir sur case noire c7 · Tour noire sur case noire e7 · Pion noir sur case blanche h7 · Roi blanc sur case noire b6 · Pion noir sur case blanche c6 · Pion blanc sur case blanche e6 · Fou noir sur case noire f6 · Pion noir sur case noire h6 · Pion noir sur case noire c5 · Roi noir sur case blanche d5 · Pion blanc sur case blanche f5 · Pion noir sur case blanche h5 · Pion blanc sur case noire f4 · Pion blanc sur case blanche b3 · Pion noir sur case noire e3 · Pion blanc sur case blanche f3 · Pion noir sur case noire b2 · Pion blanc sur case blanche c2 · Pion blanc sur case blanche e2 · Tour blanche sur case blanche b1 · Cavalier noir sur case noire g1 | Fou noir sur case blanche a8 · Fou blanc sur case noire b8 · Tour noire sur case blanche c8 · Fou noir sur case noire d8 · Fou blanc sur case noire f8 · Pion blanc sur case noire a7 · Cavalier noir sur case noire c7 · Tour noire sur case noire e7 · Pion noir sur case blanche h7 · Roi blanc sur case noire b6 · Pion noir sur case blanche c6 · Pion blanc sur case blanche e6 · Fou noir sur case noire f6 · Pion noir sur case noire h6 · Pion noir sur case noire c5 · Roi noir sur case blanche d5 · Pion blanc sur case blanche f5 · Pion noir sur case blanche h5 · Pion blanc sur case noire f4 · Pion blanc sur case blanche b3 · Pion noir sur case noire e3 · Pion blanc sur case blanche f3 · Pion noir sur case noire b2 · Pion blanc sur case blanche c2 · Pion blanc sur case blanche e2 · Tour blanche sur case blanche b1 · Cavalier noir sur case noire g1 | Fou noir sur case blanche a8 · Fou blanc sur case noire b8 · Tour noire sur case blanche c8 · Fou noir sur case noire d8 · Fou blanc sur case noire f8 · Pion blanc sur case noire a7 · Cavalier noir sur case noire c7 · Tour noire sur case noire e7 · Pion noir sur case blanche h7 · Roi blanc sur case noire b6 · Pion noir sur case blanche c6 · Pion blanc sur case blanche e6 · Fou noir sur case noire f6 · Pion noir sur case noire h6 · Pion noir sur case noire c5 · Roi noir sur case blanche d5 · Pion blanc sur case blanche f5 · Pion noir sur case blanche h5 · Pion blanc sur case noire f4 · Pion blanc sur case blanche b3 · Pion noir sur case noire e3 · Pion blanc sur case blanche f3 · Pion noir sur case noire b2 · Pion blanc sur case blanche c2 · Pion blanc sur case blanche e2 · Tour blanche sur case blanche b1 · Cavalier noir sur case noire g1 | Fou noir sur case blanche a8 · Fou blanc sur case noire b8 · Tour noire sur case blanche c8 · Fou noir sur case noire d8 · Fou blanc sur case noire f8 · Pion blanc sur case noire a7 · Cavalier noir sur case noire c7 · Tour noire sur case noire e7 · Pion noir sur case blanche h7 · Roi blanc sur case noire b6 · Pion noir sur case blanche c6 · Pion blanc sur case blanche e6 · Fou noir sur case noire f6 · Pion noir sur case noire h6 · Pion noir sur case noire c5 · Roi noir sur case blanche d5 · Pion blanc sur case blanche f5 · Pion noir sur case blanche h5 · Pion blanc sur case noire f4 · Pion blanc sur case blanche b3 · Pion noir sur case noire e3 · Pion blanc sur case blanche f3 · Pion noir sur case noire b2 · Pion blanc sur case blanche c2 · Pion blanc sur case blanche e2 · Tour blanche sur case blanche b1 · Cavalier noir sur case noire g1 | Fou noir sur case blanche a8 · Fou blanc sur case noire b8 · Tour noire sur case blanche c8 · Fou noir sur case noire d8 · Fou blanc sur case noire f8 · Pion blanc sur case noire a7 · Cavalier noir sur case noire c7 · Tour noire sur case noire e7 · Pion noir sur case blanche h7 · Roi blanc sur case noire b6 · Pion noir sur case blanche c6 · Pion blanc sur case blanche e6 · Fou noir sur case noire f6 · Pion noir sur case noire h6 · Pion noir sur case noire c5 · Roi noir sur case blanche d5 · Pion blanc sur case blanche f5 · Pion noir sur case blanche h5 · Pion blanc sur case noire f4 · Pion blanc sur case blanche b3 · Pion noir sur case noire e3 · Pion blanc sur case blanche f3 · Pion noir sur case noire b2 · Pion blanc sur case blanche c2 · Pion blanc sur case blanche e2 · Tour blanche sur case blanche b1 · Cavalier noir sur case noire g1 | Fou noir sur case blanche a8 · Fou blanc sur case noire b8 · Tour noire sur case blanche c8 · Fou noir sur case noire d8 · Fou blanc sur case noire f8 · Pion blanc sur case noire a7 · Cavalier noir sur case noire c7 · Tour noire sur case noire e7 · Pion noir sur case blanche h7 · Roi blanc sur case noire b6 · Pion noir sur case blanche c6 · Pion blanc sur case blanche e6 · Fou noir sur case noire f6 · Pion noir sur case noire h6 · Pion noir sur case noire c5 · Roi noir sur case blanche d5 · Pion blanc sur case blanche f5 · Pion noir sur case blanche h5 · Pion blanc sur case noire f4 · Pion blanc sur case blanche b3 · Pion noir sur case noire e3 · Pion blanc sur case blanche f3 · Pion noir sur case noire b2 · Pion blanc sur case blanche c2 · Pion blanc sur case blanche e2 · Tour blanche sur case blanche b1 · Cavalier noir sur case noire g1 | Fou noir sur case blanche a8 · Fou blanc sur case noire b8 · Tour noire sur case blanche c8 · Fou noir sur case noire d8 · Fou blanc sur case noire f8 · Pion blanc sur case noire a7 · Cavalier noir sur case noire c7 · Tour noire sur case noire e7 · Pion noir sur case blanche h7 · Roi blanc sur case noire b6 · Pion noir sur case blanche c6 · Pion blanc sur case blanche e6 · Fou noir sur case noire f6 · Pion noir sur case noire h6 · Pion noir sur case noire c5 · Roi noir sur case blanche d5 · Pion blanc sur case blanche f5 · Pion noir sur case blanche h5 · Pion blanc sur case noire f4 · Pion blanc sur case blanche b3 · Pion noir sur case noire e3 · Pion blanc sur case blanche f3 · Pion noir sur case noire b2 · Pion blanc sur case blanche c2 · Pion blanc sur case blanche e2 · Tour blanche sur case blanche b1 · Cavalier noir sur case noire g1 | 8 |
| 7 | Fou noir sur case blanche a8 · Fou blanc sur case noire b8 · Tour noire sur case blanche c8 · Fou noir sur case noire d8 · Fou blanc sur case noire f8 · Pion blanc sur case noire a7 · Cavalier noir sur case noire c7 · Tour noire sur case noire e7 · Pion noir sur case blanche h7 · Roi blanc sur case noire b6 · Pion noir sur case blanche c6 · Pion blanc sur case blanche e6 · Fou noir sur case noire f6 · Pion noir sur case noire h6 · Pion noir sur case noire c5 · Roi noir sur case blanche d5 · Pion blanc sur case blanche f5 · Pion noir sur case blanche h5 · Pion blanc sur case noire f4 · Pion blanc sur case blanche b3 · Pion noir sur case noire e3 · Pion blanc sur case blanche f3 · Pion noir sur case noire b2 · Pion blanc sur case blanche c2 · Pion blanc sur case blanche e2 · Tour blanche sur case blanche b1 · Cavalier noir sur case noire g1 | Fou noir sur case blanche a8 · Fou blanc sur case noire b8 · Tour noire sur case blanche c8 · Fou noir sur case noire d8 · Fou blanc sur case noire f8 · Pion blanc sur case noire a7 · Cavalier noir sur case noire c7 · Tour noire sur case noire e7 · Pion noir sur case blanche h7 · Roi blanc sur case noire b6 · Pion noir sur case blanche c6 · Pion blanc sur case blanche e6 · Fou noir sur case noire f6 · Pion noir sur case noire h6 · Pion noir sur case noire c5 · Roi noir sur case blanche d5 · Pion blanc sur case blanche f5 · Pion noir sur case blanche h5 · Pion blanc sur case noire f4 · Pion blanc sur case blanche b3 · Pion noir sur case noire e3 · Pion blanc sur case blanche f3 · Pion noir sur case noire b2 · Pion blanc sur case blanche c2 · Pion blanc sur case blanche e2 · Tour blanche sur case blanche b1 · Cavalier noir sur case noire g1 | Fou noir sur case blanche a8 · Fou blanc sur case noire b8 · Tour noire sur case blanche c8 · Fou noir sur case noire d8 · Fou blanc sur case noire f8 · Pion blanc sur case noire a7 · Cavalier noir sur case noire c7 · Tour noire sur case noire e7 · Pion noir sur case blanche h7 · Roi blanc sur case noire b6 · Pion noir sur case blanche c6 · Pion blanc sur case blanche e6 · Fou noir sur case noire f6 · Pion noir sur case noire h6 · Pion noir sur case noire c5 · Roi noir sur case blanche d5 · Pion blanc sur case blanche f5 · Pion noir sur case blanche h5 · Pion blanc sur case noire f4 · Pion blanc sur case blanche b3 · Pion noir sur case noire e3 · Pion blanc sur case blanche f3 · Pion noir sur case noire b2 · Pion blanc sur case blanche c2 · Pion blanc sur case blanche e2 · Tour blanche sur case blanche b1 · Cavalier noir sur case noire g1 | Fou noir sur case blanche a8 · Fou blanc sur case noire b8 · Tour noire sur case blanche c8 · Fou noir sur case noire d8 · Fou blanc sur case noire f8 · Pion blanc sur case noire a7 · Cavalier noir sur case noire c7 · Tour noire sur case noire e7 · Pion noir sur case blanche h7 · Roi blanc sur case noire b6 · Pion noir sur case blanche c6 · Pion blanc sur case blanche e6 · Fou noir sur case noire f6 · Pion noir sur case noire h6 · Pion noir sur case noire c5 · Roi noir sur case blanche d5 · Pion blanc sur case blanche f5 · Pion noir sur case blanche h5 · Pion blanc sur case noire f4 · Pion blanc sur case blanche b3 · Pion noir sur case noire e3 · Pion blanc sur case blanche f3 · Pion noir sur case noire b2 · Pion blanc sur case blanche c2 · Pion blanc sur case blanche e2 · Tour blanche sur case blanche b1 · Cavalier noir sur case noire g1 | Fou noir sur case blanche a8 · Fou blanc sur case noire b8 · Tour noire sur case blanche c8 · Fou noir sur case noire d8 · Fou blanc sur case noire f8 · Pion blanc sur case noire a7 · Cavalier noir sur case noire c7 · Tour noire sur case noire e7 · Pion noir sur case blanche h7 · Roi blanc sur case noire b6 · Pion noir sur case blanche c6 · Pion blanc sur case blanche e6 · Fou noir sur case noire f6 · Pion noir sur case noire h6 · Pion noir sur case noire c5 · Roi noir sur case blanche d5 · Pion blanc sur case blanche f5 · Pion noir sur case blanche h5 · Pion blanc sur case noire f4 · Pion blanc sur case blanche b3 · Pion noir sur case noire e3 · Pion blanc sur case blanche f3 · Pion noir sur case noire b2 · Pion blanc sur case blanche c2 · Pion blanc sur case blanche e2 · Tour blanche sur case blanche b1 · Cavalier noir sur case noire g1 | Fou noir sur case blanche a8 · Fou blanc sur case noire b8 · Tour noire sur case blanche c8 · Fou noir sur case noire d8 · Fou blanc sur case noire f8 · Pion blanc sur case noire a7 · Cavalier noir sur case noire c7 · Tour noire sur case noire e7 · Pion noir sur case blanche h7 · Roi blanc sur case noire b6 · Pion noir sur case blanche c6 · Pion blanc sur case blanche e6 · Fou noir sur case noire f6 · Pion noir sur case noire h6 · Pion noir sur case noire c5 · Roi noir sur case blanche d5 · Pion blanc sur case blanche f5 · Pion noir sur case blanche h5 · Pion blanc sur case noire f4 · Pion blanc sur case blanche b3 · Pion noir sur case noire e3 · Pion blanc sur case blanche f3 · Pion noir sur case noire b2 · Pion blanc sur case blanche c2 · Pion blanc sur case blanche e2 · Tour blanche sur case blanche b1 · Cavalier noir sur case noire g1 | Fou noir sur case blanche a8 · Fou blanc sur case noire b8 · Tour noire sur case blanche c8 · Fou noir sur case noire d8 · Fou blanc sur case noire f8 · Pion blanc sur case noire a7 · Cavalier noir sur case noire c7 · Tour noire sur case noire e7 · Pion noir sur case blanche h7 · Roi blanc sur case noire b6 · Pion noir sur case blanche c6 · Pion blanc sur case blanche e6 · Fou noir sur case noire f6 · Pion noir sur case noire h6 · Pion noir sur case noire c5 · Roi noir sur case blanche d5 · Pion blanc sur case blanche f5 · Pion noir sur case blanche h5 · Pion blanc sur case noire f4 · Pion blanc sur case blanche b3 · Pion noir sur case noire e3 · Pion blanc sur case blanche f3 · Pion noir sur case noire b2 · Pion blanc sur case blanche c2 · Pion blanc sur case blanche e2 · Tour blanche sur case blanche b1 · Cavalier noir sur case noire g1 | Fou noir sur case blanche a8 · Fou blanc sur case noire b8 · Tour noire sur case blanche c8 · Fou noir sur case noire d8 · Fou blanc sur case noire f8 · Pion blanc sur case noire a7 · Cavalier noir sur case noire c7 · Tour noire sur case noire e7 · Pion noir sur case blanche h7 · Roi blanc sur case noire b6 · Pion noir sur case blanche c6 · Pion blanc sur case blanche e6 · Fou noir sur case noire f6 · Pion noir sur case noire h6 · Pion noir sur case noire c5 · Roi noir sur case blanche d5 · Pion blanc sur case blanche f5 · Pion noir sur case blanche h5 · Pion blanc sur case noire f4 · Pion blanc sur case blanche b3 · Pion noir sur case noire e3 · Pion blanc sur case blanche f3 · Pion noir sur case noire b2 · Pion blanc sur case blanche c2 · Pion blanc sur case blanche e2 · Tour blanche sur case blanche b1 · Cavalier noir sur case noire g1 | 7 |
| 6 | Fou noir sur case blanche a8 · Fou blanc sur case noire b8 · Tour noire sur case blanche c8 · Fou noir sur case noire d8 · Fou blanc sur case noire f8 · Pion blanc sur case noire a7 · Cavalier noir sur case noire c7 · Tour noire sur case noire e7 · Pion noir sur case blanche h7 · Roi blanc sur case noire b6 · Pion noir sur case blanche c6 · Pion blanc sur case blanche e6 · Fou noir sur case noire f6 · Pion noir sur case noire h6 · Pion noir sur case noire c5 · Roi noir sur case blanche d5 · Pion blanc sur case blanche f5 · Pion noir sur case blanche h5 · Pion blanc sur case noire f4 · Pion blanc sur case blanche b3 · Pion noir sur case noire e3 · Pion blanc sur case blanche f3 · Pion noir sur case noire b2 · Pion blanc sur case blanche c2 · Pion blanc sur case blanche e2 · Tour blanche sur case blanche b1 · Cavalier noir sur case noire g1 | Fou noir sur case blanche a8 · Fou blanc sur case noire b8 · Tour noire sur case blanche c8 · Fou noir sur case noire d8 · Fou blanc sur case noire f8 · Pion blanc sur case noire a7 · Cavalier noir sur case noire c7 · Tour noire sur case noire e7 · Pion noir sur case blanche h7 · Roi blanc sur case noire b6 · Pion noir sur case blanche c6 · Pion blanc sur case blanche e6 · Fou noir sur case noire f6 · Pion noir sur case noire h6 · Pion noir sur case noire c5 · Roi noir sur case blanche d5 · Pion blanc sur case blanche f5 · Pion noir sur case blanche h5 · Pion blanc sur case noire f4 · Pion blanc sur case blanche b3 · Pion noir sur case noire e3 · Pion blanc sur case blanche f3 · Pion noir sur case noire b2 · Pion blanc sur case blanche c2 · Pion blanc sur case blanche e2 · Tour blanche sur case blanche b1 · Cavalier noir sur case noire g1 | Fou noir sur case blanche a8 · Fou blanc sur case noire b8 · Tour noire sur case blanche c8 · Fou noir sur case noire d8 · Fou blanc sur case noire f8 · Pion blanc sur case noire a7 · Cavalier noir sur case noire c7 · Tour noire sur case noire e7 · Pion noir sur case blanche h7 · Roi blanc sur case noire b6 · Pion noir sur case blanche c6 · Pion blanc sur case blanche e6 · Fou noir sur case noire f6 · Pion noir sur case noire h6 · Pion noir sur case noire c5 · Roi noir sur case blanche d5 · Pion blanc sur case blanche f5 · Pion noir sur case blanche h5 · Pion blanc sur case noire f4 · Pion blanc sur case blanche b3 · Pion noir sur case noire e3 · Pion blanc sur case blanche f3 · Pion noir sur case noire b2 · Pion blanc sur case blanche c2 · Pion blanc sur case blanche e2 · Tour blanche sur case blanche b1 · Cavalier noir sur case noire g1 | Fou noir sur case blanche a8 · Fou blanc sur case noire b8 · Tour noire sur case blanche c8 · Fou noir sur case noire d8 · Fou blanc sur case noire f8 · Pion blanc sur case noire a7 · Cavalier noir sur case noire c7 · Tour noire sur case noire e7 · Pion noir sur case blanche h7 · Roi blanc sur case noire b6 · Pion noir sur case blanche c6 · Pion blanc sur case blanche e6 · Fou noir sur case noire f6 · Pion noir sur case noire h6 · Pion noir sur case noire c5 · Roi noir sur case blanche d5 · Pion blanc sur case blanche f5 · Pion noir sur case blanche h5 · Pion blanc sur case noire f4 · Pion blanc sur case blanche b3 · Pion noir sur case noire e3 · Pion blanc sur case blanche f3 · Pion noir sur case noire b2 · Pion blanc sur case blanche c2 · Pion blanc sur case blanche e2 · Tour blanche sur case blanche b1 · Cavalier noir sur case noire g1 | Fou noir sur case blanche a8 · Fou blanc sur case noire b8 · Tour noire sur case blanche c8 · Fou noir sur case noire d8 · Fou blanc sur case noire f8 · Pion blanc sur case noire a7 · Cavalier noir sur case noire c7 · Tour noire sur case noire e7 · Pion noir sur case blanche h7 · Roi blanc sur case noire b6 · Pion noir sur case blanche c6 · Pion blanc sur case blanche e6 · Fou noir sur case noire f6 · Pion noir sur case noire h6 · Pion noir sur case noire c5 · Roi noir sur case blanche d5 · Pion blanc sur case blanche f5 · Pion noir sur case blanche h5 · Pion blanc sur case noire f4 · Pion blanc sur case blanche b3 · Pion noir sur case noire e3 · Pion blanc sur case blanche f3 · Pion noir sur case noire b2 · Pion blanc sur case blanche c2 · Pion blanc sur case blanche e2 · Tour blanche sur case blanche b1 · Cavalier noir sur case noire g1 | Fou noir sur case blanche a8 · Fou blanc sur case noire b8 · Tour noire sur case blanche c8 · Fou noir sur case noire d8 · Fou blanc sur case noire f8 · Pion blanc sur case noire a7 · Cavalier noir sur case noire c7 · Tour noire sur case noire e7 · Pion noir sur case blanche h7 · Roi blanc sur case noire b6 · Pion noir sur case blanche c6 · Pion blanc sur case blanche e6 · Fou noir sur case noire f6 · Pion noir sur case noire h6 · Pion noir sur case noire c5 · Roi noir sur case blanche d5 · Pion blanc sur case blanche f5 · Pion noir sur case blanche h5 · Pion blanc sur case noire f4 · Pion blanc sur case blanche b3 · Pion noir sur case noire e3 · Pion blanc sur case blanche f3 · Pion noir sur case noire b2 · Pion blanc sur case blanche c2 · Pion blanc sur case blanche e2 · Tour blanche sur case blanche b1 · Cavalier noir sur case noire g1 | Fou noir sur case blanche a8 · Fou blanc sur case noire b8 · Tour noire sur case blanche c8 · Fou noir sur case noire d8 · Fou blanc sur case noire f8 · Pion blanc sur case noire a7 · Cavalier noir sur case noire c7 · Tour noire sur case noire e7 · Pion noir sur case blanche h7 · Roi blanc sur case noire b6 · Pion noir sur case blanche c6 · Pion blanc sur case blanche e6 · Fou noir sur case noire f6 · Pion noir sur case noire h6 · Pion noir sur case noire c5 · Roi noir sur case blanche d5 · Pion blanc sur case blanche f5 · Pion noir sur case blanche h5 · Pion blanc sur case noire f4 · Pion blanc sur case blanche b3 · Pion noir sur case noire e3 · Pion blanc sur case blanche f3 · Pion noir sur case noire b2 · Pion blanc sur case blanche c2 · Pion blanc sur case blanche e2 · Tour blanche sur case blanche b1 · Cavalier noir sur case noire g1 | Fou noir sur case blanche a8 · Fou blanc sur case noire b8 · Tour noire sur case blanche c8 · Fou noir sur case noire d8 · Fou blanc sur case noire f8 · Pion blanc sur case noire a7 · Cavalier noir sur case noire c7 · Tour noire sur case noire e7 · Pion noir sur case blanche h7 · Roi blanc sur case noire b6 · Pion noir sur case blanche c6 · Pion blanc sur case blanche e6 · Fou noir sur case noire f6 · Pion noir sur case noire h6 · Pion noir sur case noire c5 · Roi noir sur case blanche d5 · Pion blanc sur case blanche f5 · Pion noir sur case blanche h5 · Pion blanc sur case noire f4 · Pion blanc sur case blanche b3 · Pion noir sur case noire e3 · Pion blanc sur case blanche f3 · Pion noir sur case noire b2 · Pion blanc sur case blanche c2 · Pion blanc sur case blanche e2 · Tour blanche sur case blanche b1 · Cavalier noir sur case noire g1 | 6 |
| 5 | Fou noir sur case blanche a8 · Fou blanc sur case noire b8 · Tour noire sur case blanche c8 · Fou noir sur case noire d8 · Fou blanc sur case noire f8 · Pion blanc sur case noire a7 · Cavalier noir sur case noire c7 · Tour noire sur case noire e7 · Pion noir sur case blanche h7 · Roi blanc sur case noire b6 · Pion noir sur case blanche c6 · Pion blanc sur case blanche e6 · Fou noir sur case noire f6 · Pion noir sur case noire h6 · Pion noir sur case noire c5 · Roi noir sur case blanche d5 · Pion blanc sur case blanche f5 · Pion noir sur case blanche h5 · Pion blanc sur case noire f4 · Pion blanc sur case blanche b3 · Pion noir sur case noire e3 · Pion blanc sur case blanche f3 · Pion noir sur case noire b2 · Pion blanc sur case blanche c2 · Pion blanc sur case blanche e2 · Tour blanche sur case blanche b1 · Cavalier noir sur case noire g1 | Fou noir sur case blanche a8 · Fou blanc sur case noire b8 · Tour noire sur case blanche c8 · Fou noir sur case noire d8 · Fou blanc sur case noire f8 · Pion blanc sur case noire a7 · Cavalier noir sur case noire c7 · Tour noire sur case noire e7 · Pion noir sur case blanche h7 · Roi blanc sur case noire b6 · Pion noir sur case blanche c6 · Pion blanc sur case blanche e6 · Fou noir sur case noire f6 · Pion noir sur case noire h6 · Pion noir sur case noire c5 · Roi noir sur case blanche d5 · Pion blanc sur case blanche f5 · Pion noir sur case blanche h5 · Pion blanc sur case noire f4 · Pion blanc sur case blanche b3 · Pion noir sur case noire e3 · Pion blanc sur case blanche f3 · Pion noir sur case noire b2 · Pion blanc sur case blanche c2 · Pion blanc sur case blanche e2 · Tour blanche sur case blanche b1 · Cavalier noir sur case noire g1 | Fou noir sur case blanche a8 · Fou blanc sur case noire b8 · Tour noire sur case blanche c8 · Fou noir sur case noire d8 · Fou blanc sur case noire f8 · Pion blanc sur case noire a7 · Cavalier noir sur case noire c7 · Tour noire sur case noire e7 · Pion noir sur case blanche h7 · Roi blanc sur case noire b6 · Pion noir sur case blanche c6 · Pion blanc sur case blanche e6 · Fou noir sur case noire f6 · Pion noir sur case noire h6 · Pion noir sur case noire c5 · Roi noir sur case blanche d5 · Pion blanc sur case blanche f5 · Pion noir sur case blanche h5 · Pion blanc sur case noire f4 · Pion blanc sur case blanche b3 · Pion noir sur case noire e3 · Pion blanc sur case blanche f3 · Pion noir sur case noire b2 · Pion blanc sur case blanche c2 · Pion blanc sur case blanche e2 · Tour blanche sur case blanche b1 · Cavalier noir sur case noire g1 | Fou noir sur case blanche a8 · Fou blanc sur case noire b8 · Tour noire sur case blanche c8 · Fou noir sur case noire d8 · Fou blanc sur case noire f8 · Pion blanc sur case noire a7 · Cavalier noir sur case noire c7 · Tour noire sur case noire e7 · Pion noir sur case blanche h7 · Roi blanc sur case noire b6 · Pion noir sur case blanche c6 · Pion blanc sur case blanche e6 · Fou noir sur case noire f6 · Pion noir sur case noire h6 · Pion noir sur case noire c5 · Roi noir sur case blanche d5 · Pion blanc sur case blanche f5 · Pion noir sur case blanche h5 · Pion blanc sur case noire f4 · Pion blanc sur case blanche b3 · Pion noir sur case noire e3 · Pion blanc sur case blanche f3 · Pion noir sur case noire b2 · Pion blanc sur case blanche c2 · Pion blanc sur case blanche e2 · Tour blanche sur case blanche b1 · Cavalier noir sur case noire g1 | Fou noir sur case blanche a8 · Fou blanc sur case noire b8 · Tour noire sur case blanche c8 · Fou noir sur case noire d8 · Fou blanc sur case noire f8 · Pion blanc sur case noire a7 · Cavalier noir sur case noire c7 · Tour noire sur case noire e7 · Pion noir sur case blanche h7 · Roi blanc sur case noire b6 · Pion noir sur case blanche c6 · Pion blanc sur case blanche e6 · Fou noir sur case noire f6 · Pion noir sur case noire h6 · Pion noir sur case noire c5 · Roi noir sur case blanche d5 · Pion blanc sur case blanche f5 · Pion noir sur case blanche h5 · Pion blanc sur case noire f4 · Pion blanc sur case blanche b3 · Pion noir sur case noire e3 · Pion blanc sur case blanche f3 · Pion noir sur case noire b2 · Pion blanc sur case blanche c2 · Pion blanc sur case blanche e2 · Tour blanche sur case blanche b1 · Cavalier noir sur case noire g1 | Fou noir sur case blanche a8 · Fou blanc sur case noire b8 · Tour noire sur case blanche c8 · Fou noir sur case noire d8 · Fou blanc sur case noire f8 · Pion blanc sur case noire a7 · Cavalier noir sur case noire c7 · Tour noire sur case noire e7 · Pion noir sur case blanche h7 · Roi blanc sur case noire b6 · Pion noir sur case blanche c6 · Pion blanc sur case blanche e6 · Fou noir sur case noire f6 · Pion noir sur case noire h6 · Pion noir sur case noire c5 · Roi noir sur case blanche d5 · Pion blanc sur case blanche f5 · Pion noir sur case blanche h5 · Pion blanc sur case noire f4 · Pion blanc sur case blanche b3 · Pion noir sur case noire e3 · Pion blanc sur case blanche f3 · Pion noir sur case noire b2 · Pion blanc sur case blanche c2 · Pion blanc sur case blanche e2 · Tour blanche sur case blanche b1 · Cavalier noir sur case noire g1 | Fou noir sur case blanche a8 · Fou blanc sur case noire b8 · Tour noire sur case blanche c8 · Fou noir sur case noire d8 · Fou blanc sur case noire f8 · Pion blanc sur case noire a7 · Cavalier noir sur case noire c7 · Tour noire sur case noire e7 · Pion noir sur case blanche h7 · Roi blanc sur case noire b6 · Pion noir sur case blanche c6 · Pion blanc sur case blanche e6 · Fou noir sur case noire f6 · Pion noir sur case noire h6 · Pion noir sur case noire c5 · Roi noir sur case blanche d5 · Pion blanc sur case blanche f5 · Pion noir sur case blanche h5 · Pion blanc sur case noire f4 · Pion blanc sur case blanche b3 · Pion noir sur case noire e3 · Pion blanc sur case blanche f3 · Pion noir sur case noire b2 · Pion blanc sur case blanche c2 · Pion blanc sur case blanche e2 · Tour blanche sur case blanche b1 · Cavalier noir sur case noire g1 | Fou noir sur case blanche a8 · Fou blanc sur case noire b8 · Tour noire sur case blanche c8 · Fou noir sur case noire d8 · Fou blanc sur case noire f8 · Pion blanc sur case noire a7 · Cavalier noir sur case noire c7 · Tour noire sur case noire e7 · Pion noir sur case blanche h7 · Roi blanc sur case noire b6 · Pion noir sur case blanche c6 · Pion blanc sur case blanche e6 · Fou noir sur case noire f6 · Pion noir sur case noire h6 · Pion noir sur case noire c5 · Roi noir sur case blanche d5 · Pion blanc sur case blanche f5 · Pion noir sur case blanche h5 · Pion blanc sur case noire f4 · Pion blanc sur case blanche b3 · Pion noir sur case noire e3 · Pion blanc sur case blanche f3 · Pion noir sur case noire b2 · Pion blanc sur case blanche c2 · Pion blanc sur case blanche e2 · Tour blanche sur case blanche b1 · Cavalier noir sur case noire g1 | 5 |
| 4 | Fou noir sur case blanche a8 · Fou blanc sur case noire b8 · Tour noire sur case blanche c8 · Fou noir sur case noire d8 · Fou blanc sur case noire f8 · Pion blanc sur case noire a7 · Cavalier noir sur case noire c7 · Tour noire sur case noire e7 · Pion noir sur case blanche h7 · Roi blanc sur case noire b6 · Pion noir sur case blanche c6 · Pion blanc sur case blanche e6 · Fou noir sur case noire f6 · Pion noir sur case noire h6 · Pion noir sur case noire c5 · Roi noir sur case blanche d5 · Pion blanc sur case blanche f5 · Pion noir sur case blanche h5 · Pion blanc sur case noire f4 · Pion blanc sur case blanche b3 · Pion noir sur case noire e3 · Pion blanc sur case blanche f3 · Pion noir sur case noire b2 · Pion blanc sur case blanche c2 · Pion blanc sur case blanche e2 · Tour blanche sur case blanche b1 · Cavalier noir sur case noire g1 | Fou noir sur case blanche a8 · Fou blanc sur case noire b8 · Tour noire sur case blanche c8 · Fou noir sur case noire d8 · Fou blanc sur case noire f8 · Pion blanc sur case noire a7 · Cavalier noir sur case noire c7 · Tour noire sur case noire e7 · Pion noir sur case blanche h7 · Roi blanc sur case noire b6 · Pion noir sur case blanche c6 · Pion blanc sur case blanche e6 · Fou noir sur case noire f6 · Pion noir sur case noire h6 · Pion noir sur case noire c5 · Roi noir sur case blanche d5 · Pion blanc sur case blanche f5 · Pion noir sur case blanche h5 · Pion blanc sur case noire f4 · Pion blanc sur case blanche b3 · Pion noir sur case noire e3 · Pion blanc sur case blanche f3 · Pion noir sur case noire b2 · Pion blanc sur case blanche c2 · Pion blanc sur case blanche e2 · Tour blanche sur case blanche b1 · Cavalier noir sur case noire g1 | Fou noir sur case blanche a8 · Fou blanc sur case noire b8 · Tour noire sur case blanche c8 · Fou noir sur case noire d8 · Fou blanc sur case noire f8 · Pion blanc sur case noire a7 · Cavalier noir sur case noire c7 · Tour noire sur case noire e7 · Pion noir sur case blanche h7 · Roi blanc sur case noire b6 · Pion noir sur case blanche c6 · Pion blanc sur case blanche e6 · Fou noir sur case noire f6 · Pion noir sur case noire h6 · Pion noir sur case noire c5 · Roi noir sur case blanche d5 · Pion blanc sur case blanche f5 · Pion noir sur case blanche h5 · Pion blanc sur case noire f4 · Pion blanc sur case blanche b3 · Pion noir sur case noire e3 · Pion blanc sur case blanche f3 · Pion noir sur case noire b2 · Pion blanc sur case blanche c2 · Pion blanc sur case blanche e2 · Tour blanche sur case blanche b1 · Cavalier noir sur case noire g1 | Fou noir sur case blanche a8 · Fou blanc sur case noire b8 · Tour noire sur case blanche c8 · Fou noir sur case noire d8 · Fou blanc sur case noire f8 · Pion blanc sur case noire a7 · Cavalier noir sur case noire c7 · Tour noire sur case noire e7 · Pion noir sur case blanche h7 · Roi blanc sur case noire b6 · Pion noir sur case blanche c6 · Pion blanc sur case blanche e6 · Fou noir sur case noire f6 · Pion noir sur case noire h6 · Pion noir sur case noire c5 · Roi noir sur case blanche d5 · Pion blanc sur case blanche f5 · Pion noir sur case blanche h5 · Pion blanc sur case noire f4 · Pion blanc sur case blanche b3 · Pion noir sur case noire e3 · Pion blanc sur case blanche f3 · Pion noir sur case noire b2 · Pion blanc sur case blanche c2 · Pion blanc sur case blanche e2 · Tour blanche sur case blanche b1 · Cavalier noir sur case noire g1 | Fou noir sur case blanche a8 · Fou blanc sur case noire b8 · Tour noire sur case blanche c8 · Fou noir sur case noire d8 · Fou blanc sur case noire f8 · Pion blanc sur case noire a7 · Cavalier noir sur case noire c7 · Tour noire sur case noire e7 · Pion noir sur case blanche h7 · Roi blanc sur case noire b6 · Pion noir sur case blanche c6 · Pion blanc sur case blanche e6 · Fou noir sur case noire f6 · Pion noir sur case noire h6 · Pion noir sur case noire c5 · Roi noir sur case blanche d5 · Pion blanc sur case blanche f5 · Pion noir sur case blanche h5 · Pion blanc sur case noire f4 · Pion blanc sur case blanche b3 · Pion noir sur case noire e3 · Pion blanc sur case blanche f3 · Pion noir sur case noire b2 · Pion blanc sur case blanche c2 · Pion blanc sur case blanche e2 · Tour blanche sur case blanche b1 · Cavalier noir sur case noire g1 | Fou noir sur case blanche a8 · Fou blanc sur case noire b8 · Tour noire sur case blanche c8 · Fou noir sur case noire d8 · Fou blanc sur case noire f8 · Pion blanc sur case noire a7 · Cavalier noir sur case noire c7 · Tour noire sur case noire e7 · Pion noir sur case blanche h7 · Roi blanc sur case noire b6 · Pion noir sur case blanche c6 · Pion blanc sur case blanche e6 · Fou noir sur case noire f6 · Pion noir sur case noire h6 · Pion noir sur case noire c5 · Roi noir sur case blanche d5 · Pion blanc sur case blanche f5 · Pion noir sur case blanche h5 · Pion blanc sur case noire f4 · Pion blanc sur case blanche b3 · Pion noir sur case noire e3 · Pion blanc sur case blanche f3 · Pion noir sur case noire b2 · Pion blanc sur case blanche c2 · Pion blanc sur case blanche e2 · Tour blanche sur case blanche b1 · Cavalier noir sur case noire g1 | Fou noir sur case blanche a8 · Fou blanc sur case noire b8 · Tour noire sur case blanche c8 · Fou noir sur case noire d8 · Fou blanc sur case noire f8 · Pion blanc sur case noire a7 · Cavalier noir sur case noire c7 · Tour noire sur case noire e7 · Pion noir sur case blanche h7 · Roi blanc sur case noire b6 · Pion noir sur case blanche c6 · Pion blanc sur case blanche e6 · Fou noir sur case noire f6 · Pion noir sur case noire h6 · Pion noir sur case noire c5 · Roi noir sur case blanche d5 · Pion blanc sur case blanche f5 · Pion noir sur case blanche h5 · Pion blanc sur case noire f4 · Pion blanc sur case blanche b3 · Pion noir sur case noire e3 · Pion blanc sur case blanche f3 · Pion noir sur case noire b2 · Pion blanc sur case blanche c2 · Pion blanc sur case blanche e2 · Tour blanche sur case blanche b1 · Cavalier noir sur case noire g1 | Fou noir sur case blanche a8 · Fou blanc sur case noire b8 · Tour noire sur case blanche c8 · Fou noir sur case noire d8 · Fou blanc sur case noire f8 · Pion blanc sur case noire a7 · Cavalier noir sur case noire c7 · Tour noire sur case noire e7 · Pion noir sur case blanche h7 · Roi blanc sur case noire b6 · Pion noir sur case blanche c6 · Pion blanc sur case blanche e6 · Fou noir sur case noire f6 · Pion noir sur case noire h6 · Pion noir sur case noire c5 · Roi noir sur case blanche d5 · Pion blanc sur case blanche f5 · Pion noir sur case blanche h5 · Pion blanc sur case noire f4 · Pion blanc sur case blanche b3 · Pion noir sur case noire e3 · Pion blanc sur case blanche f3 · Pion noir sur case noire b2 · Pion blanc sur case blanche c2 · Pion blanc sur case blanche e2 · Tour blanche sur case blanche b1 · Cavalier noir sur case noire g1 | 4 |
| 3 | Fou noir sur case blanche a8 · Fou blanc sur case noire b8 · Tour noire sur case blanche c8 · Fou noir sur case noire d8 · Fou blanc sur case noire f8 · Pion blanc sur case noire a7 · Cavalier noir sur case noire c7 · Tour noire sur case noire e7 · Pion noir sur case blanche h7 · Roi blanc sur case noire b6 · Pion noir sur case blanche c6 · Pion blanc sur case blanche e6 · Fou noir sur case noire f6 · Pion noir sur case noire h6 · Pion noir sur case noire c5 · Roi noir sur case blanche d5 · Pion blanc sur case blanche f5 · Pion noir sur case blanche h5 · Pion blanc sur case noire f4 · Pion blanc sur case blanche b3 · Pion noir sur case noire e3 · Pion blanc sur case blanche f3 · Pion noir sur case noire b2 · Pion blanc sur case blanche c2 · Pion blanc sur case blanche e2 · Tour blanche sur case blanche b1 · Cavalier noir sur case noire g1 | Fou noir sur case blanche a8 · Fou blanc sur case noire b8 · Tour noire sur case blanche c8 · Fou noir sur case noire d8 · Fou blanc sur case noire f8 · Pion blanc sur case noire a7 · Cavalier noir sur case noire c7 · Tour noire sur case noire e7 · Pion noir sur case blanche h7 · Roi blanc sur case noire b6 · Pion noir sur case blanche c6 · Pion blanc sur case blanche e6 · Fou noir sur case noire f6 · Pion noir sur case noire h6 · Pion noir sur case noire c5 · Roi noir sur case blanche d5 · Pion blanc sur case blanche f5 · Pion noir sur case blanche h5 · Pion blanc sur case noire f4 · Pion blanc sur case blanche b3 · Pion noir sur case noire e3 · Pion blanc sur case blanche f3 · Pion noir sur case noire b2 · Pion blanc sur case blanche c2 · Pion blanc sur case blanche e2 · Tour blanche sur case blanche b1 · Cavalier noir sur case noire g1 | Fou noir sur case blanche a8 · Fou blanc sur case noire b8 · Tour noire sur case blanche c8 · Fou noir sur case noire d8 · Fou blanc sur case noire f8 · Pion blanc sur case noire a7 · Cavalier noir sur case noire c7 · Tour noire sur case noire e7 · Pion noir sur case blanche h7 · Roi blanc sur case noire b6 · Pion noir sur case blanche c6 · Pion blanc sur case blanche e6 · Fou noir sur case noire f6 · Pion noir sur case noire h6 · Pion noir sur case noire c5 · Roi noir sur case blanche d5 · Pion blanc sur case blanche f5 · Pion noir sur case blanche h5 · Pion blanc sur case noire f4 · Pion blanc sur case blanche b3 · Pion noir sur case noire e3 · Pion blanc sur case blanche f3 · Pion noir sur case noire b2 · Pion blanc sur case blanche c2 · Pion blanc sur case blanche e2 · Tour blanche sur case blanche b1 · Cavalier noir sur case noire g1 | Fou noir sur case blanche a8 · Fou blanc sur case noire b8 · Tour noire sur case blanche c8 · Fou noir sur case noire d8 · Fou blanc sur case noire f8 · Pion blanc sur case noire a7 · Cavalier noir sur case noire c7 · Tour noire sur case noire e7 · Pion noir sur case blanche h7 · Roi blanc sur case noire b6 · Pion noir sur case blanche c6 · Pion blanc sur case blanche e6 · Fou noir sur case noire f6 · Pion noir sur case noire h6 · Pion noir sur case noire c5 · Roi noir sur case blanche d5 · Pion blanc sur case blanche f5 · Pion noir sur case blanche h5 · Pion blanc sur case noire f4 · Pion blanc sur case blanche b3 · Pion noir sur case noire e3 · Pion blanc sur case blanche f3 · Pion noir sur case noire b2 · Pion blanc sur case blanche c2 · Pion blanc sur case blanche e2 · Tour blanche sur case blanche b1 · Cavalier noir sur case noire g1 | Fou noir sur case blanche a8 · Fou blanc sur case noire b8 · Tour noire sur case blanche c8 · Fou noir sur case noire d8 · Fou blanc sur case noire f8 · Pion blanc sur case noire a7 · Cavalier noir sur case noire c7 · Tour noire sur case noire e7 · Pion noir sur case blanche h7 · Roi blanc sur case noire b6 · Pion noir sur case blanche c6 · Pion blanc sur case blanche e6 · Fou noir sur case noire f6 · Pion noir sur case noire h6 · Pion noir sur case noire c5 · Roi noir sur case blanche d5 · Pion blanc sur case blanche f5 · Pion noir sur case blanche h5 · Pion blanc sur case noire f4 · Pion blanc sur case blanche b3 · Pion noir sur case noire e3 · Pion blanc sur case blanche f3 · Pion noir sur case noire b2 · Pion blanc sur case blanche c2 · Pion blanc sur case blanche e2 · Tour blanche sur case blanche b1 · Cavalier noir sur case noire g1 | Fou noir sur case blanche a8 · Fou blanc sur case noire b8 · Tour noire sur case blanche c8 · Fou noir sur case noire d8 · Fou blanc sur case noire f8 · Pion blanc sur case noire a7 · Cavalier noir sur case noire c7 · Tour noire sur case noire e7 · Pion noir sur case blanche h7 · Roi blanc sur case noire b6 · Pion noir sur case blanche c6 · Pion blanc sur case blanche e6 · Fou noir sur case noire f6 · Pion noir sur case noire h6 · Pion noir sur case noire c5 · Roi noir sur case blanche d5 · Pion blanc sur case blanche f5 · Pion noir sur case blanche h5 · Pion blanc sur case noire f4 · Pion blanc sur case blanche b3 · Pion noir sur case noire e3 · Pion blanc sur case blanche f3 · Pion noir sur case noire b2 · Pion blanc sur case blanche c2 · Pion blanc sur case blanche e2 · Tour blanche sur case blanche b1 · Cavalier noir sur case noire g1 | Fou noir sur case blanche a8 · Fou blanc sur case noire b8 · Tour noire sur case blanche c8 · Fou noir sur case noire d8 · Fou blanc sur case noire f8 · Pion blanc sur case noire a7 · Cavalier noir sur case noire c7 · Tour noire sur case noire e7 · Pion noir sur case blanche h7 · Roi blanc sur case noire b6 · Pion noir sur case blanche c6 · Pion blanc sur case blanche e6 · Fou noir sur case noire f6 · Pion noir sur case noire h6 · Pion noir sur case noire c5 · Roi noir sur case blanche d5 · Pion blanc sur case blanche f5 · Pion noir sur case blanche h5 · Pion blanc sur case noire f4 · Pion blanc sur case blanche b3 · Pion noir sur case noire e3 · Pion blanc sur case blanche f3 · Pion noir sur case noire b2 · Pion blanc sur case blanche c2 · Pion blanc sur case blanche e2 · Tour blanche sur case blanche b1 · Cavalier noir sur case noire g1 | Fou noir sur case blanche a8 · Fou blanc sur case noire b8 · Tour noire sur case blanche c8 · Fou noir sur case noire d8 · Fou blanc sur case noire f8 · Pion blanc sur case noire a7 · Cavalier noir sur case noire c7 · Tour noire sur case noire e7 · Pion noir sur case blanche h7 · Roi blanc sur case noire b6 · Pion noir sur case blanche c6 · Pion blanc sur case blanche e6 · Fou noir sur case noire f6 · Pion noir sur case noire h6 · Pion noir sur case noire c5 · Roi noir sur case blanche d5 · Pion blanc sur case blanche f5 · Pion noir sur case blanche h5 · Pion blanc sur case noire f4 · Pion blanc sur case blanche b3 · Pion noir sur case noire e3 · Pion blanc sur case blanche f3 · Pion noir sur case noire b2 · Pion blanc sur case blanche c2 · Pion blanc sur case blanche e2 · Tour blanche sur case blanche b1 · Cavalier noir sur case noire g1 | 3 |
| 2 | Fou noir sur case blanche a8 · Fou blanc sur case noire b8 · Tour noire sur case blanche c8 · Fou noir sur case noire d8 · Fou blanc sur case noire f8 · Pion blanc sur case noire a7 · Cavalier noir sur case noire c7 · Tour noire sur case noire e7 · Pion noir sur case blanche h7 · Roi blanc sur case noire b6 · Pion noir sur case blanche c6 · Pion blanc sur case blanche e6 · Fou noir sur case noire f6 · Pion noir sur case noire h6 · Pion noir sur case noire c5 · Roi noir sur case blanche d5 · Pion blanc sur case blanche f5 · Pion noir sur case blanche h5 · Pion blanc sur case noire f4 · Pion blanc sur case blanche b3 · Pion noir sur case noire e3 · Pion blanc sur case blanche f3 · Pion noir sur case noire b2 · Pion blanc sur case blanche c2 · Pion blanc sur case blanche e2 · Tour blanche sur case blanche b1 · Cavalier noir sur case noire g1 | Fou noir sur case blanche a8 · Fou blanc sur case noire b8 · Tour noire sur case blanche c8 · Fou noir sur case noire d8 · Fou blanc sur case noire f8 · Pion blanc sur case noire a7 · Cavalier noir sur case noire c7 · Tour noire sur case noire e7 · Pion noir sur case blanche h7 · Roi blanc sur case noire b6 · Pion noir sur case blanche c6 · Pion blanc sur case blanche e6 · Fou noir sur case noire f6 · Pion noir sur case noire h6 · Pion noir sur case noire c5 · Roi noir sur case blanche d5 · Pion blanc sur case blanche f5 · Pion noir sur case blanche h5 · Pion blanc sur case noire f4 · Pion blanc sur case blanche b3 · Pion noir sur case noire e3 · Pion blanc sur case blanche f3 · Pion noir sur case noire b2 · Pion blanc sur case blanche c2 · Pion blanc sur case blanche e2 · Tour blanche sur case blanche b1 · Cavalier noir sur case noire g1 | Fou noir sur case blanche a8 · Fou blanc sur case noire b8 · Tour noire sur case blanche c8 · Fou noir sur case noire d8 · Fou blanc sur case noire f8 · Pion blanc sur case noire a7 · Cavalier noir sur case noire c7 · Tour noire sur case noire e7 · Pion noir sur case blanche h7 · Roi blanc sur case noire b6 · Pion noir sur case blanche c6 · Pion blanc sur case blanche e6 · Fou noir sur case noire f6 · Pion noir sur case noire h6 · Pion noir sur case noire c5 · Roi noir sur case blanche d5 · Pion blanc sur case blanche f5 · Pion noir sur case blanche h5 · Pion blanc sur case noire f4 · Pion blanc sur case blanche b3 · Pion noir sur case noire e3 · Pion blanc sur case blanche f3 · Pion noir sur case noire b2 · Pion blanc sur case blanche c2 · Pion blanc sur case blanche e2 · Tour blanche sur case blanche b1 · Cavalier noir sur case noire g1 | Fou noir sur case blanche a8 · Fou blanc sur case noire b8 · Tour noire sur case blanche c8 · Fou noir sur case noire d8 · Fou blanc sur case noire f8 · Pion blanc sur case noire a7 · Cavalier noir sur case noire c7 · Tour noire sur case noire e7 · Pion noir sur case blanche h7 · Roi blanc sur case noire b6 · Pion noir sur case blanche c6 · Pion blanc sur case blanche e6 · Fou noir sur case noire f6 · Pion noir sur case noire h6 · Pion noir sur case noire c5 · Roi noir sur case blanche d5 · Pion blanc sur case blanche f5 · Pion noir sur case blanche h5 · Pion blanc sur case noire f4 · Pion blanc sur case blanche b3 · Pion noir sur case noire e3 · Pion blanc sur case blanche f3 · Pion noir sur case noire b2 · Pion blanc sur case blanche c2 · Pion blanc sur case blanche e2 · Tour blanche sur case blanche b1 · Cavalier noir sur case noire g1 | Fou noir sur case blanche a8 · Fou blanc sur case noire b8 · Tour noire sur case blanche c8 · Fou noir sur case noire d8 · Fou blanc sur case noire f8 · Pion blanc sur case noire a7 · Cavalier noir sur case noire c7 · Tour noire sur case noire e7 · Pion noir sur case blanche h7 · Roi blanc sur case noire b6 · Pion noir sur case blanche c6 · Pion blanc sur case blanche e6 · Fou noir sur case noire f6 · Pion noir sur case noire h6 · Pion noir sur case noire c5 · Roi noir sur case blanche d5 · Pion blanc sur case blanche f5 · Pion noir sur case blanche h5 · Pion blanc sur case noire f4 · Pion blanc sur case blanche b3 · Pion noir sur case noire e3 · Pion blanc sur case blanche f3 · Pion noir sur case noire b2 · Pion blanc sur case blanche c2 · Pion blanc sur case blanche e2 · Tour blanche sur case blanche b1 · Cavalier noir sur case noire g1 | Fou noir sur case blanche a8 · Fou blanc sur case noire b8 · Tour noire sur case blanche c8 · Fou noir sur case noire d8 · Fou blanc sur case noire f8 · Pion blanc sur case noire a7 · Cavalier noir sur case noire c7 · Tour noire sur case noire e7 · Pion noir sur case blanche h7 · Roi blanc sur case noire b6 · Pion noir sur case blanche c6 · Pion blanc sur case blanche e6 · Fou noir sur case noire f6 · Pion noir sur case noire h6 · Pion noir sur case noire c5 · Roi noir sur case blanche d5 · Pion blanc sur case blanche f5 · Pion noir sur case blanche h5 · Pion blanc sur case noire f4 · Pion blanc sur case blanche b3 · Pion noir sur case noire e3 · Pion blanc sur case blanche f3 · Pion noir sur case noire b2 · Pion blanc sur case blanche c2 · Pion blanc sur case blanche e2 · Tour blanche sur case blanche b1 · Cavalier noir sur case noire g1 | Fou noir sur case blanche a8 · Fou blanc sur case noire b8 · Tour noire sur case blanche c8 · Fou noir sur case noire d8 · Fou blanc sur case noire f8 · Pion blanc sur case noire a7 · Cavalier noir sur case noire c7 · Tour noire sur case noire e7 · Pion noir sur case blanche h7 · Roi blanc sur case noire b6 · Pion noir sur case blanche c6 · Pion blanc sur case blanche e6 · Fou noir sur case noire f6 · Pion noir sur case noire h6 · Pion noir sur case noire c5 · Roi noir sur case blanche d5 · Pion blanc sur case blanche f5 · Pion noir sur case blanche h5 · Pion blanc sur case noire f4 · Pion blanc sur case blanche b3 · Pion noir sur case noire e3 · Pion blanc sur case blanche f3 · Pion noir sur case noire b2 · Pion blanc sur case blanche c2 · Pion blanc sur case blanche e2 · Tour blanche sur case blanche b1 · Cavalier noir sur case noire g1 | Fou noir sur case blanche a8 · Fou blanc sur case noire b8 · Tour noire sur case blanche c8 · Fou noir sur case noire d8 · Fou blanc sur case noire f8 · Pion blanc sur case noire a7 · Cavalier noir sur case noire c7 · Tour noire sur case noire e7 · Pion noir sur case blanche h7 · Roi blanc sur case noire b6 · Pion noir sur case blanche c6 · Pion blanc sur case blanche e6 · Fou noir sur case noire f6 · Pion noir sur case noire h6 · Pion noir sur case noire c5 · Roi noir sur case blanche d5 · Pion blanc sur case blanche f5 · Pion noir sur case blanche h5 · Pion blanc sur case noire f4 · Pion blanc sur case blanche b3 · Pion noir sur case noire e3 · Pion blanc sur case blanche f3 · Pion noir sur case noire b2 · Pion blanc sur case blanche c2 · Pion blanc sur case blanche e2 · Tour blanche sur case blanche b1 · Cavalier noir sur case noire g1 | 2 |
| 1 | Fou noir sur case blanche a8 · Fou blanc sur case noire b8 · Tour noire sur case blanche c8 · Fou noir sur case noire d8 · Fou blanc sur case noire f8 · Pion blanc sur case noire a7 · Cavalier noir sur case noire c7 · Tour noire sur case noire e7 · Pion noir sur case blanche h7 · Roi blanc sur case noire b6 · Pion noir sur case blanche c6 · Pion blanc sur case blanche e6 · Fou noir sur case noire f6 · Pion noir sur case noire h6 · Pion noir sur case noire c5 · Roi noir sur case blanche d5 · Pion blanc sur case blanche f5 · Pion noir sur case blanche h5 · Pion blanc sur case noire f4 · Pion blanc sur case blanche b3 · Pion noir sur case noire e3 · Pion blanc sur case blanche f3 · Pion noir sur case noire b2 · Pion blanc sur case blanche c2 · Pion blanc sur case blanche e2 · Tour blanche sur case blanche b1 · Cavalier noir sur case noire g1 | Fou noir sur case blanche a8 · Fou blanc sur case noire b8 · Tour noire sur case blanche c8 · Fou noir sur case noire d8 · Fou blanc sur case noire f8 · Pion blanc sur case noire a7 · Cavalier noir sur case noire c7 · Tour noire sur case noire e7 · Pion noir sur case blanche h7 · Roi blanc sur case noire b6 · Pion noir sur case blanche c6 · Pion blanc sur case blanche e6 · Fou noir sur case noire f6 · Pion noir sur case noire h6 · Pion noir sur case noire c5 · Roi noir sur case blanche d5 · Pion blanc sur case blanche f5 · Pion noir sur case blanche h5 · Pion blanc sur case noire f4 · Pion blanc sur case blanche b3 · Pion noir sur case noire e3 · Pion blanc sur case blanche f3 · Pion noir sur case noire b2 · Pion blanc sur case blanche c2 · Pion blanc sur case blanche e2 · Tour blanche sur case blanche b1 · Cavalier noir sur case noire g1 | Fou noir sur case blanche a8 · Fou blanc sur case noire b8 · Tour noire sur case blanche c8 · Fou noir sur case noire d8 · Fou blanc sur case noire f8 · Pion blanc sur case noire a7 · Cavalier noir sur case noire c7 · Tour noire sur case noire e7 · Pion noir sur case blanche h7 · Roi blanc sur case noire b6 · Pion noir sur case blanche c6 · Pion blanc sur case blanche e6 · Fou noir sur case noire f6 · Pion noir sur case noire h6 · Pion noir sur case noire c5 · Roi noir sur case blanche d5 · Pion blanc sur case blanche f5 · Pion noir sur case blanche h5 · Pion blanc sur case noire f4 · Pion blanc sur case blanche b3 · Pion noir sur case noire e3 · Pion blanc sur case blanche f3 · Pion noir sur case noire b2 · Pion blanc sur case blanche c2 · Pion blanc sur case blanche e2 · Tour blanche sur case blanche b1 · Cavalier noir sur case noire g1 | Fou noir sur case blanche a8 · Fou blanc sur case noire b8 · Tour noire sur case blanche c8 · Fou noir sur case noire d8 · Fou blanc sur case noire f8 · Pion blanc sur case noire a7 · Cavalier noir sur case noire c7 · Tour noire sur case noire e7 · Pion noir sur case blanche h7 · Roi blanc sur case noire b6 · Pion noir sur case blanche c6 · Pion blanc sur case blanche e6 · Fou noir sur case noire f6 · Pion noir sur case noire h6 · Pion noir sur case noire c5 · Roi noir sur case blanche d5 · Pion blanc sur case blanche f5 · Pion noir sur case blanche h5 · Pion blanc sur case noire f4 · Pion blanc sur case blanche b3 · Pion noir sur case noire e3 · Pion blanc sur case blanche f3 · Pion noir sur case noire b2 · Pion blanc sur case blanche c2 · Pion blanc sur case blanche e2 · Tour blanche sur case blanche b1 · Cavalier noir sur case noire g1 | Fou noir sur case blanche a8 · Fou blanc sur case noire b8 · Tour noire sur case blanche c8 · Fou noir sur case noire d8 · Fou blanc sur case noire f8 · Pion blanc sur case noire a7 · Cavalier noir sur case noire c7 · Tour noire sur case noire e7 · Pion noir sur case blanche h7 · Roi blanc sur case noire b6 · Pion noir sur case blanche c6 · Pion blanc sur case blanche e6 · Fou noir sur case noire f6 · Pion noir sur case noire h6 · Pion noir sur case noire c5 · Roi noir sur case blanche d5 · Pion blanc sur case blanche f5 · Pion noir sur case blanche h5 · Pion blanc sur case noire f4 · Pion blanc sur case blanche b3 · Pion noir sur case noire e3 · Pion blanc sur case blanche f3 · Pion noir sur case noire b2 · Pion blanc sur case blanche c2 · Pion blanc sur case blanche e2 · Tour blanche sur case blanche b1 · Cavalier noir sur case noire g1 | Fou noir sur case blanche a8 · Fou blanc sur case noire b8 · Tour noire sur case blanche c8 · Fou noir sur case noire d8 · Fou blanc sur case noire f8 · Pion blanc sur case noire a7 · Cavalier noir sur case noire c7 · Tour noire sur case noire e7 · Pion noir sur case blanche h7 · Roi blanc sur case noire b6 · Pion noir sur case blanche c6 · Pion blanc sur case blanche e6 · Fou noir sur case noire f6 · Pion noir sur case noire h6 · Pion noir sur case noire c5 · Roi noir sur case blanche d5 · Pion blanc sur case blanche f5 · Pion noir sur case blanche h5 · Pion blanc sur case noire f4 · Pion blanc sur case blanche b3 · Pion noir sur case noire e3 · Pion blanc sur case blanche f3 · Pion noir sur case noire b2 · Pion blanc sur case blanche c2 · Pion blanc sur case blanche e2 · Tour blanche sur case blanche b1 · Cavalier noir sur case noire g1 | Fou noir sur case blanche a8 · Fou blanc sur case noire b8 · Tour noire sur case blanche c8 · Fou noir sur case noire d8 · Fou blanc sur case noire f8 · Pion blanc sur case noire a7 · Cavalier noir sur case noire c7 · Tour noire sur case noire e7 · Pion noir sur case blanche h7 · Roi blanc sur case noire b6 · Pion noir sur case blanche c6 · Pion blanc sur case blanche e6 · Fou noir sur case noire f6 · Pion noir sur case noire h6 · Pion noir sur case noire c5 · Roi noir sur case blanche d5 · Pion blanc sur case blanche f5 · Pion noir sur case blanche h5 · Pion blanc sur case noire f4 · Pion blanc sur case blanche b3 · Pion noir sur case noire e3 · Pion blanc sur case blanche f3 · Pion noir sur case noire b2 · Pion blanc sur case blanche c2 · Pion blanc sur case blanche e2 · Tour blanche sur case blanche b1 · Cavalier noir sur case noire g1 | Fou noir sur case blanche a8 · Fou blanc sur case noire b8 · Tour noire sur case blanche c8 · Fou noir sur case noire d8 · Fou blanc sur case noire f8 · Pion blanc sur case noire a7 · Cavalier noir sur case noire c7 · Tour noire sur case noire e7 · Pion noir sur case blanche h7 · Roi blanc sur case noire b6 · Pion noir sur case blanche c6 · Pion blanc sur case blanche e6 · Fou noir sur case noire f6 · Pion noir sur case noire h6 · Pion noir sur case noire c5 · Roi noir sur case blanche d5 · Pion blanc sur case blanche f5 · Pion noir sur case blanche h5 · Pion blanc sur case noire f4 · Pion blanc sur case blanche b3 · Pion noir sur case noire e3 · Pion blanc sur case blanche f3 · Pion noir sur case noire b2 · Pion blanc sur case blanche c2 · Pion blanc sur case blanche e2 · Tour blanche sur case blanche b1 · Cavalier noir sur case noire g1 | 1 |
|   | a | b | c | d | e | f | g | h |   |

## Honneur
L'astéroïde (126315) Bláthy est nommé en son honneur.